# 3Steps
 (décembre 2024).
3Steps (prononcé : θriː stɛps) est un collectif d'art contemporain basé en Allemagne composé des frères Kai Harald Krieger and Uwe Harald Krieger (nés le 15 mars 1980) et de Joachim Pitt (né le 8 décembre 1980). Le collectif vit et travaille à l'Université de Giessen en Allemagne.
Leur travail s'articule autour de la peinture murale, du graffiti et du street art et la bombe de peinture est leur outil de prédilection. Le collectif peint des façades et des fresques gigantesques mais sur d'autres matériaux en studio. Les trois amis reflètent la société moderne par l'utilisation de couleurs vives.

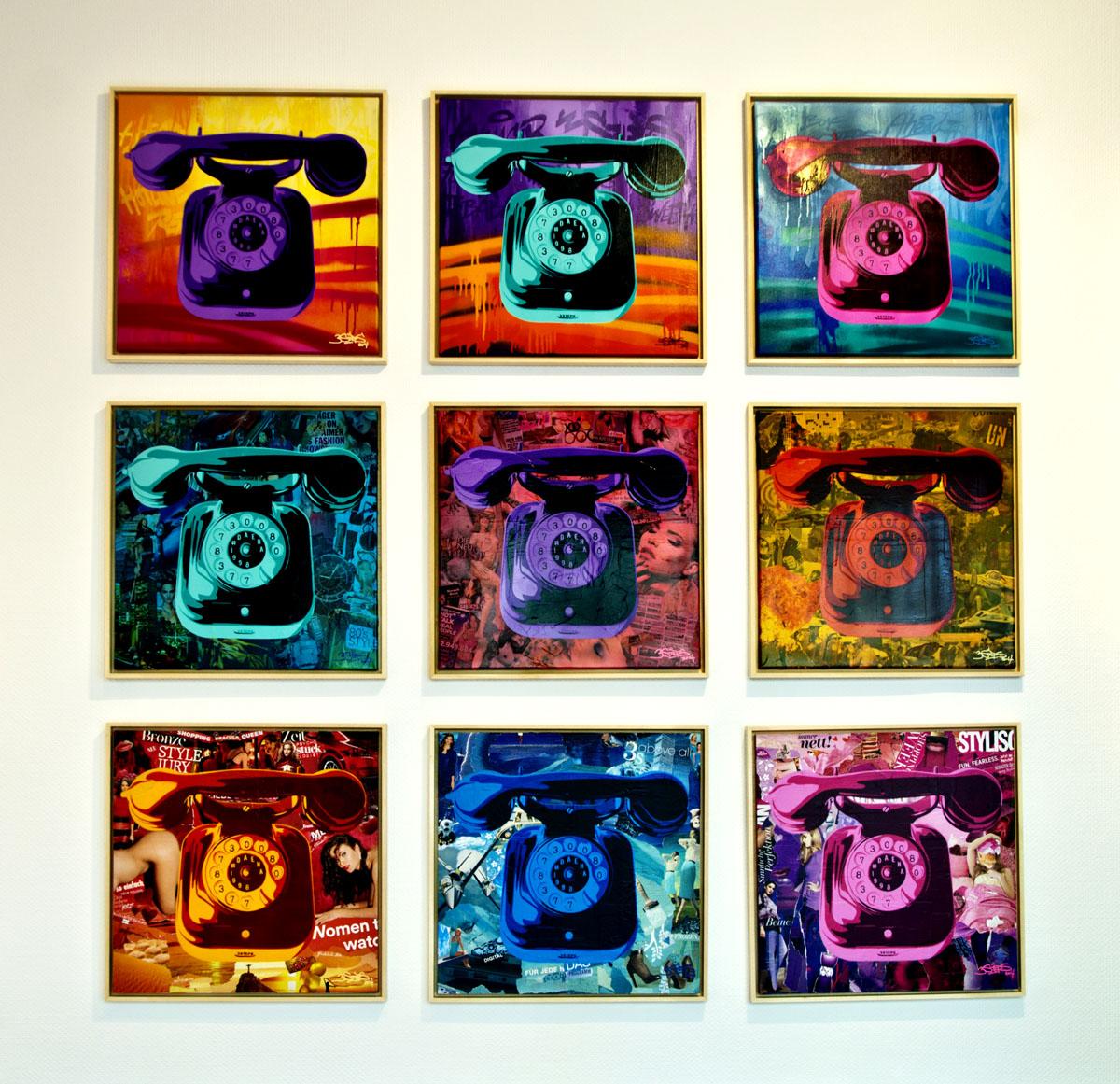
Peinture de téléphones de 3Steps 2014

En novembre 2014, 3Steps a reçu le prix “Kultur- und Kreativpilot Deutschland” ("Pilote culturel et créatif d'Allemagne" en français) de la République fédérale d'Allemagne,.

## Développement
3Steps a été fondé à l'automne 1998. Le style du collectif s'est rapidement développé du graffiti classique venu de New-York et du graffiti de manière générale aux fresques de grande envergure. Leurs travaux peuvent être retrouvés à Munich, à Berlin, à Londres, à Milan, à Venice, à Los Angeles et à New York.

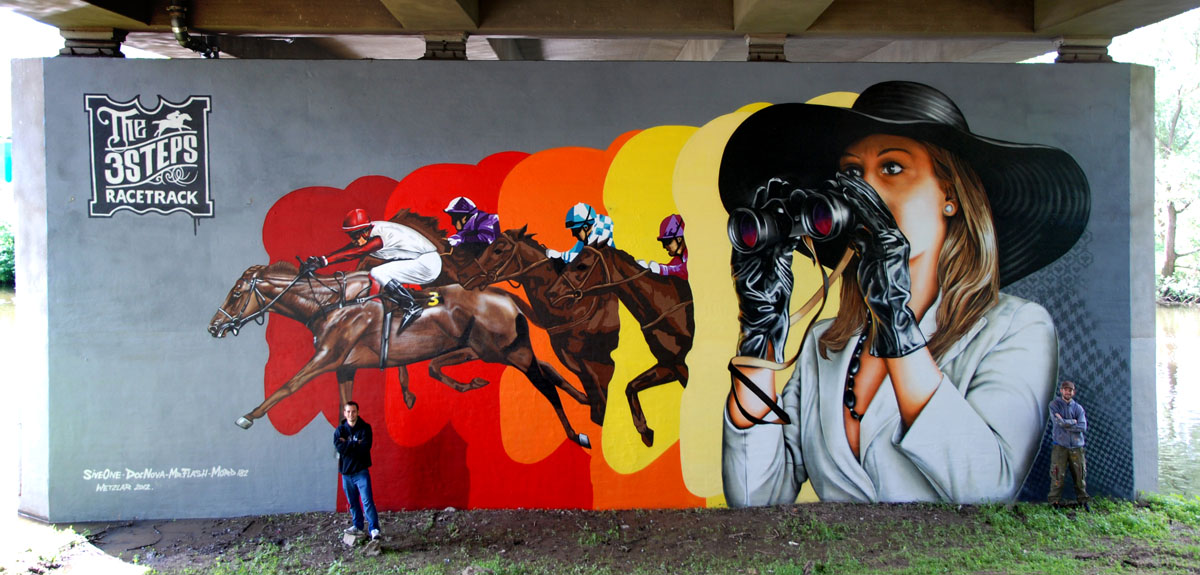
Fresque "Racetrack" de 3Steps à Wetzlar, 2012

Une fois lauréats d'un diplôme et d'un doctorat, les trois amis fondent leur studio et espace artistique à Giessen en 2012 ; depuis ils se consacrent à des sujets et projets axés sur le contenu. 3Steps réalise des œuvres d'art plastique dans son studio.

## Travaux
Aujourd'hui leur style est influencé par le street art, le style d'écriture, le photoréalisme, la gravure et le pop-art. Dans leurs travaux actuels, 3Steps renvoie à la vie de tous les jours, caractérisée par un environnement variant entre la réalité, la fiction, les médias et l'imagination.
L'imagerie de 3Steps rapporte des nouvelles et des contes de fée modernes ; la plupart des histoires du collectif se basent sur des icônes et des moments de la vie courante. 3Steps transforme chaque denrée du quotidien et élément historique en art contemporain. La nature fait face à la culture urbaine et aux villes submergées. Leur travail est plein d'imagerie haute en couleur dans laquelle l'esthétique et le glamour se mélangent avec la culture urbaine et l'aventure.  

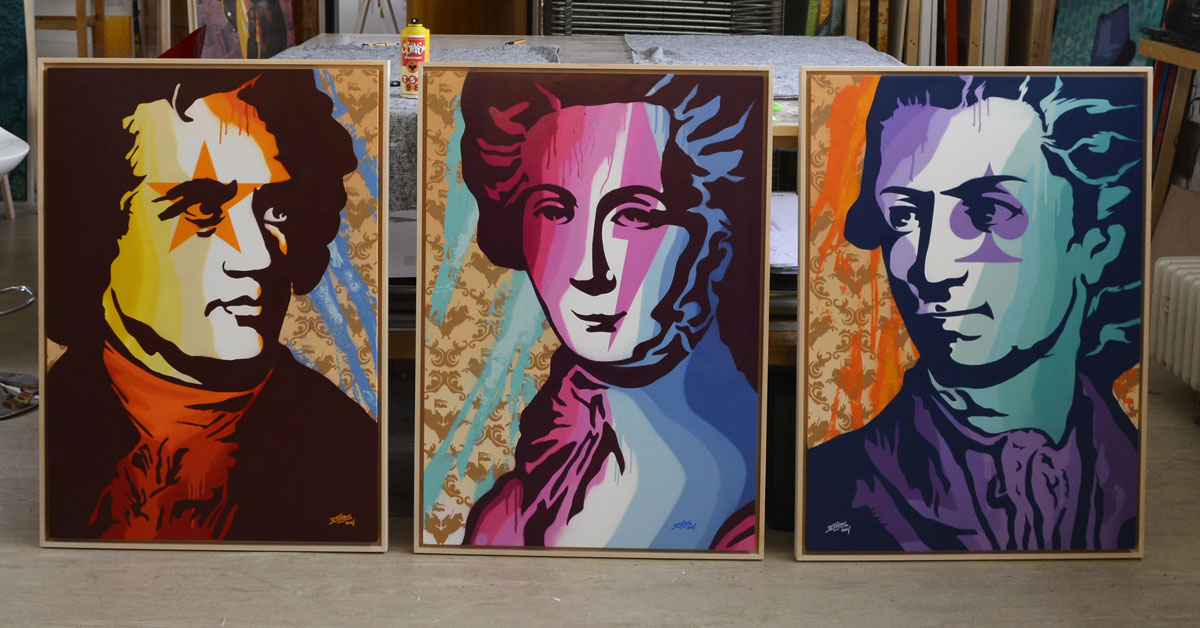
Portraits de Goethe, Lotte et Werther pop art de 3Steps, Musée de Wetzlar, 2014

L'ensemble des travaux de 3Step comprend de grandes peintures murales, du street art, de la peinture sur bois et sur toile, de la photographie, de la sérigraphie ainsi que des sculptures et de l'installation. Beaucoup des différentes œuvres sont faites à l'aide de collages de journaux, de magazines, de photographies, de pochoirs, de peinture aérosol, d'acrylique, de résine et de sérigraphie sur bois et toile.

## River Tales
3Steps est l'initiateur et conservateur du festival international d'art urbain River Tales qui a lieu à Giessen. Le but de ce projet financé à plusieurs reprises est le re-développement de la ville, de la campagne et de la rivière du Lahn grâce à des fresques urbaines et au street art. Le projet a pris de l'ampleur en 2012 grâce à la participation de nombreux artistes internationaux (tels que Loomit, Dome, Alexander Becherer, Macs and Etnik). Le festival a le changement urbain pour thème principal et reconçoit des villes sur la rivière,.

## Expositions

### Expositions
- 2015: Welcome to Milvus County, Kunst in Licher Scheunen, Art Festival, Lich (Allemagne) (soloshow)
- 2015: Expressions, Galerie Hegemann, Munich (Allemagne)
- 2015: AprilApril, Galerie Artikel5, Aix-la-Chapelle (Allemagne)
- 2014: Ahead! a studio show, Milvus Gallery, Giessen (Allemagne)
- 2014: Goethes Werther, Musée de Wetzlar (Allemagne)
- 2014: Stadtbotanik, Galerie am Bahndamm, Giessen (Allemagne)
- 2013: East vs. West Coast Galerie S., Aix-la-Chapelle (Allemagne)
- 2013: East vs. West Coast, Milvus Gallery, Giessen (Allemagne)
- 2013: Einer von uns. August Bebel und Wetzlar, Musée de Wetzlar, Wetzlar (Allemagne)
- 2010: 100 Künstler | 100 artists, Museum Zinkhütter Hof, Stolberg (Allemagne)
- 2010: Style needs no color, Pretty Portal, Dusseldorf (Allemagne)
- 2010: Style needs no color, Stroke 2 Art Fair, Munich (Allemagne)
- 2010: Style needs no color, Bloom Art.Fair 21, Cologne (Allemagne)

### Festivals de Street art
- 2014: River Tales | Event of Urban Art, Giessen (Allemagne)
- 2012: Can!t graffiti festival, Anvers (Belgique)
- 2012: Urban Device, Grosseto (Italie)
- 2012: River Tales | Event of Urban Art, Giessen-Wetzlar (Allemagne)
- 2011: Can!t graffiti festival 2011, Anvers (Belgique)
- 2011: IBUg 2011 – Urban Culture Festival, Meerane (Allemagne)
- 2009: International Meeting of Styles – State of mind, Londres (Royaume-Uni)
- 2009: Can!t graffiti festival 2009, Anvers (Belgique)
- 2009: Beyond Materialism, Salonique (Grèce)
- 2008: Urban Code, Venise (Italie)
- 2007: International Meeting of Styles – Big Dreamers, New York (États-Unis)
- 2007: Brighton Hip Hop Festival – Freedom, Brighton (Royaume-Uni)
- 2006: Optical Confusion – Meeting of Mural Art, Wetzlar (Allemagne)

### Livres édités par 3Steps
- (de) 3Steps: Ahead!. Giessen 2015,  (ISBN 978-3-945991-00-8).

### Ouvrages dans lesquels ils sont cités
- Iosifidis Kiriakos: Mural Art Vol. 3: Murals on huge public Places around the World. Publikat, Mainaschaff 2010,  (ISBN 3-939566-28-4), p. 20–21.
- Cristian Campos: 1,000 Ideas for Graffiti and Street Art: Murals, Tags, and More from Artists Around the World l. Rockport Publishers & moamao Publications, Beverly/Barcelone 2010,  (ISBN 978-1-59253-658-0).
- Reinhard Müller-Rode: 3Steps Urban Art. In: Bogart. 4. Jahrgang, Nr. 7, 2011, S. 8–11 (en ligne).
- Style needs no color: Schwarz auf Weiss – Vol. II – Style needs no color. From Here to Fame Publishing, Berlin 2011,  (ISBN 978-3-937946-06-1), p. 120–121.
- Cristian Campos: Graffiti and Urban Art: Murals, Tags, Stencils and Sticker. Loft Publications & Frechmann Kolon, Barcelone/Cologne 2011,  (ISBN 84-9936-771-2), p. 228–253.
- Artistic career | Karriere mit Kunst. In: Streifzug Magazin. avril 2014, p. 37 (en ligne).
- Frank Malt: 100 European Graffiti Artists. Schiffer Pub Co, Atglen PA 2014,  (ISBN 978-0-7643-4658-3), p. 12–15.

### Reportages télévisés et radio
- (de) Daniela Will: Ausgezeichnete Sprayer. reportage télévisé, Sat1 17:30LIVE. 2015-01-16, (en ligne).
- (de) Eva Grage: Ausgezeichnete Sprayer | 3Steps from Giessen. reportage radio, In: hr2-kultur. 2014-12-20, (en ligne).